# Danis wallacei
Danis wallacei är en fjärilsart som beskrevs av Felder 1865. Danis wallacei ingår i släktet Danis och familjen juvelvingar. Inga underarter finns listade i Catalogue of Life.

## Bildgalleri

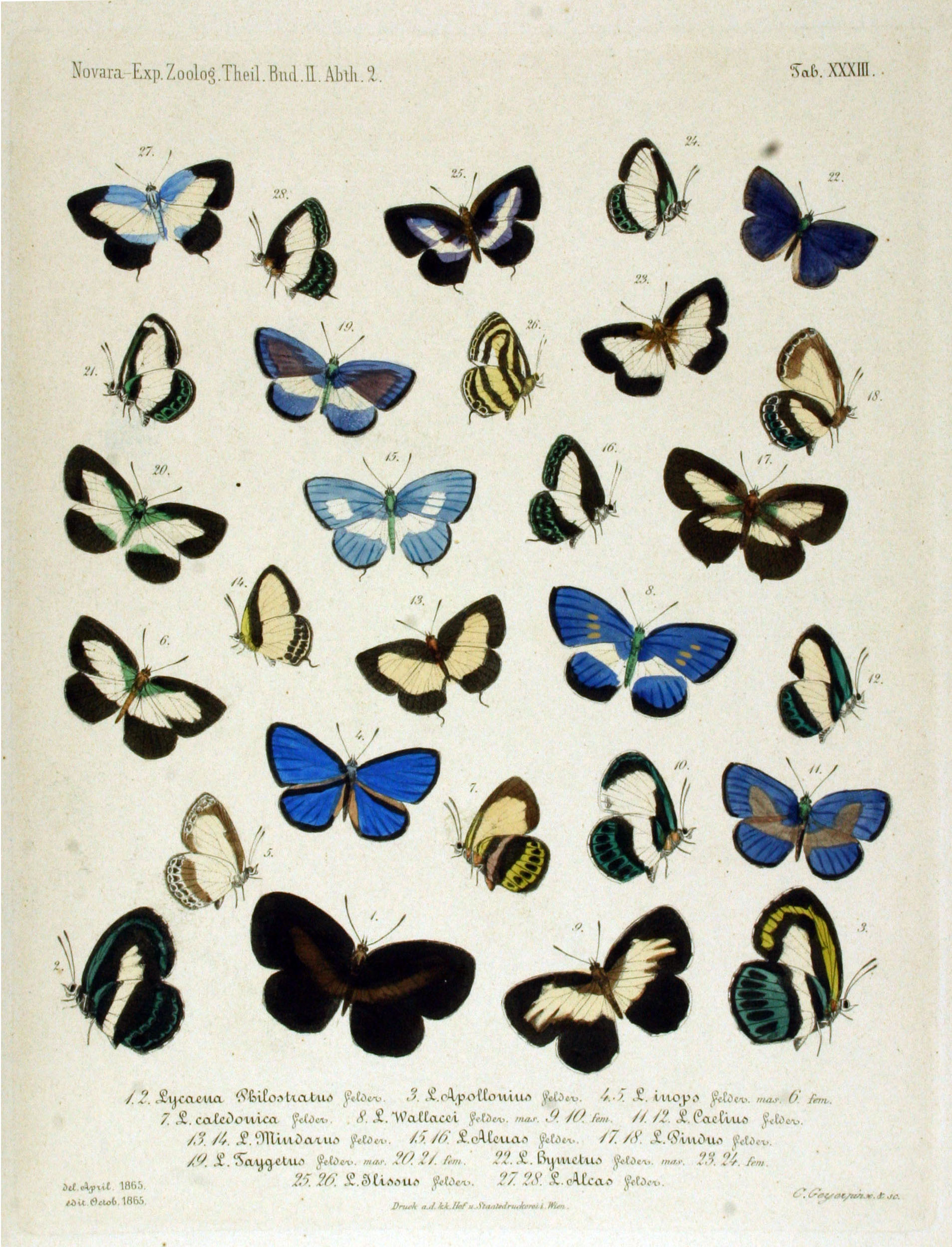